# Telomoyo
Le Telomoyo est un stratovolcan de Java central, en Indonésie.

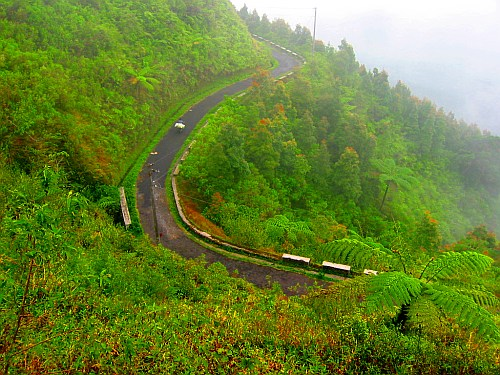
Vue de la route vers le Telomoyo